# Copa del Rei de bàsquet 2016
La 80a edició de la Copa espanyola de bàsquet masculina (anomenada oficialment: Copa del Rei de bàsquet) se celebrà a La Corunya del 18 al 21 de febrer de 2016, i tingué com a seu el Coliseum da Coruña. El defensor del títol fou el Reial Madrid.
El trofeu fou disputat pels set primers classificats a la primera volta de la Lliga ACB 2015/16: el València Basket Club, el FC Barcelona, el Laboral Kutxa, el Reial Madrid, l'Herbalife Gran Canària, el Dominion Bilbao Basket, el Montakit Fuenlabrada i pel Rio Natura Monbus com a organitzador.

## Resultats
|  | Quarts de final        | Quarts de final        |                        |     | Semifinals | Semifinals |  |  | Final | Final |
|  |                        |                        |                        |     |            |            |  |  |       |       |
|  | 18 de febrer           |                        |                        |     |            |            |  |  |       |       |
|  |                        |                        |                        |     |            |            |  |  |       |       |
|  | FC Barcelona           | 72                     |                        |     |            |            |  |  |       |       |
|  | FC Barcelona           | 72                     | 20 de febrer           |     |            |            |  |  |       |       |
|  | Dominion Bilbao Basket | 73                     |                        |     |            |            |  |  |       |       |
|  | Dominion Bilbao Basket | 73                     | Dominion Bilbao Basket | 71  |            |            |  |  |       |       |
|  | 18 de febrer           |                        | Dominion Bilbao Basket | 71  |            |            |  |  |       |       |
|  |                        | Herbalife Gran Canària | 81                     |     |            |            |  |  |       |       |
|  | València Basket Club   | Herbalife Gran Canària | 81                     | 78  |            |            |  |  |       |       |
|  | València Basket Club   |                        | 21 de febrer           | 78  |            |            |  |  |       |       |
|  | Herbalife Gran Canària | 83                     |                        |     |            |            |  |  |       |       |
|  | Herbalife Gran Canària | 83                     | Herbalife Gran Canària | 81  |            |            |  |  |       |       |
|  | 19 de febrer           |                        | Herbalife Gran Canària | 81  |            |            |  |  |       |       |
|  |                        | Reial Madrid           | 85                     |     |            |            |  |  |       |       |
|  | Rio Natura Monbus      | Reial Madrid           | 85                     | 77  |            |            |  |  |       |       |
|  | Rio Natura Monbus      | 20 de febrer           |                        | 77  |            |            |  |  |       |       |
|  | Laboral Kutxa          | 79                     |                        |     |            |            |  |  |       |       |
|  | Laboral Kutxa          | 79                     | Laboral Kutxa          | 80  |            |            |  |  |       |       |
|  | 19 de febrer           |                        | Laboral Kutxa          | 80  |            |            |  |  |       |       |
|  |                        | Reial Madrid           | 86                     |     |            |            |  |  |       |       |
|  | Reial Madrid           | Reial Madrid           | 86                     | 101 |            |            |  |  |       |       |
|  | Reial Madrid           |                        |                        | 101 |            |            |  |  |       |       |
|  | Montakit Fuenlabrada   | 84                     |                        |     |            |            |  |  |       |       |
|  | Montakit Fuenlabrada   | 84                     |                        |     |            |            |  |  |       |       |